# Yoshiki Oka
Yoshiki Oka (japanisch 岡 佳樹 Oka Yoshiki; * 26. April 1994 in der Präfektur Osaka) ist ein japanischer Fußballspieler.

## Karriere
Oka erlernte das Fußballspielen in der Schulmannschaft der Higashiyama High School und der Universitätsmannschaft der Momoyama-Gakuin-Universität. Seinen ersten Vertrag unterschrieb er 2017 bei Matsumoto Yamaga FC. Der Verein spielte in der zweiten japanischen Liga, der J2 League. Für den Verein absolvierte er vier Ligaspiele. 2018 wurde er an den Drittligisten Azul Claro Numazu ausgeliehen. Für Azul stand er 34-mal auf dem Spielfeld. 2020 unterschrieb er in Nagano einen Vertrag beim Drittligisten AC Nagano Parceiro. Für Parceiro stand er 21-mal in der dritten Liga auf dem Spielfeld. Vanraure Hachinohe, ein Drittligist aus Hachinohe nahm ihn im Januar 2021 unter Vertrag.